# Levis (Feldkirch)
Levis ist ein Ortsteil der Stadt Feldkirch in Vorarlberg. Der Ort liegt zwischen dem Stadtkern von Feldkirch, dem Ortsteil Altenstadt, dem Ardetzenberg und dem Amberg.
Bekannt ist der Ortsteil für seine zahlreichen Villen, die aufgrund der Errichtung einer Eisenbahnlinie durch Feldkirch erbaut wurden. Siedlungsstrukturell für diesen Ortsteil charakteristisch ist die bandartige Anlage entlang der Hauptverkehrsader (Bahnhofsstraße, Reichsstraße).
Gegen den Stadtkern von Feldkirch ist Levis in der Längenausdehnung durch das Kapuzinerkloster und die Feldegggasse sowie nördlich gegen Altenstadt im Bereich der Raiffeisenstraße begrenzt.

## Geschichte
Erstmals urkundlich erwähnt wurde Levis 1363 als „Levias“. 1925 erfolgte die Eingemeindung nach Feldkirch.

## Sehenswürdigkeiten

### Schloss Amberg

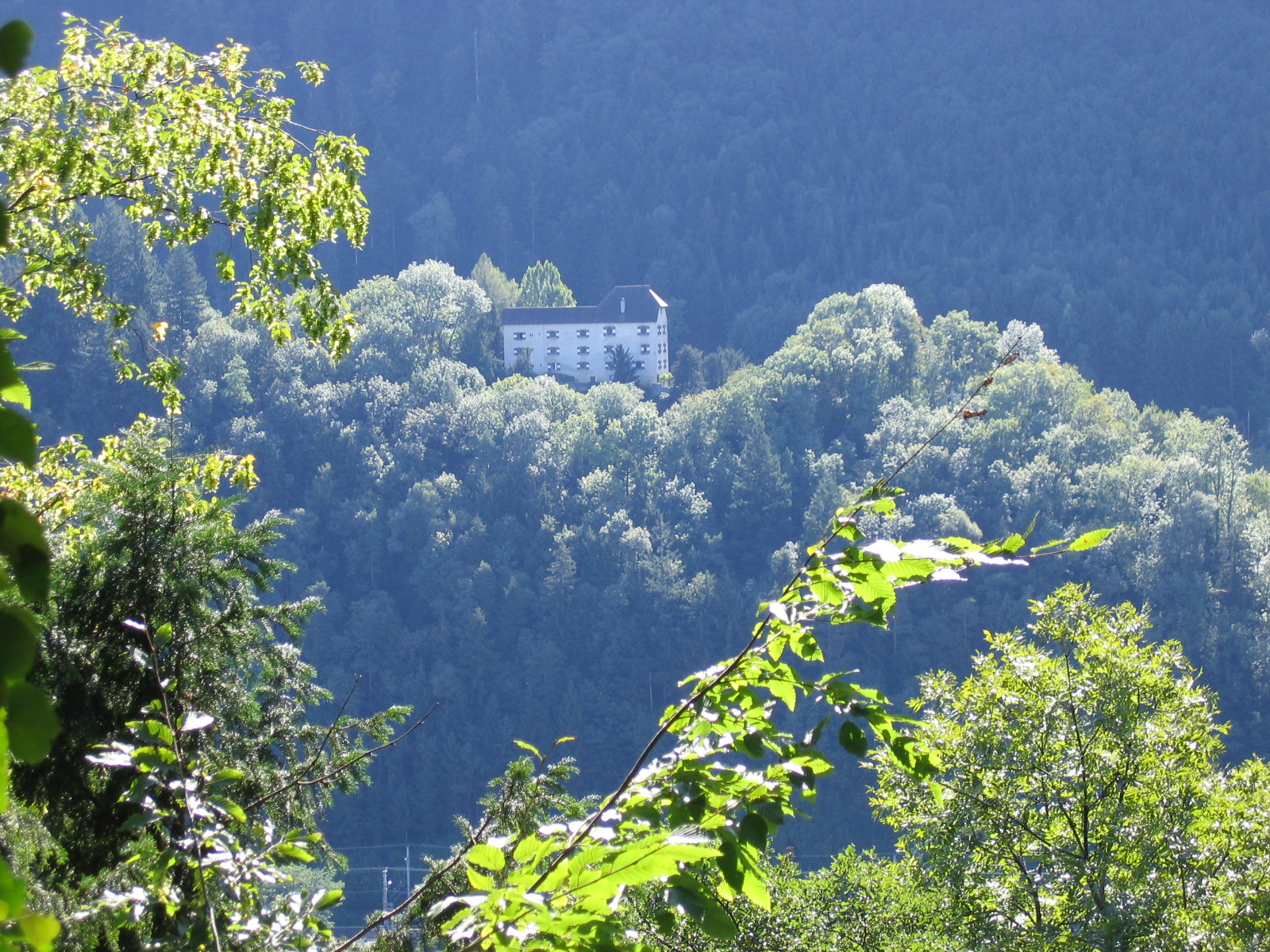
Schloss Amberg

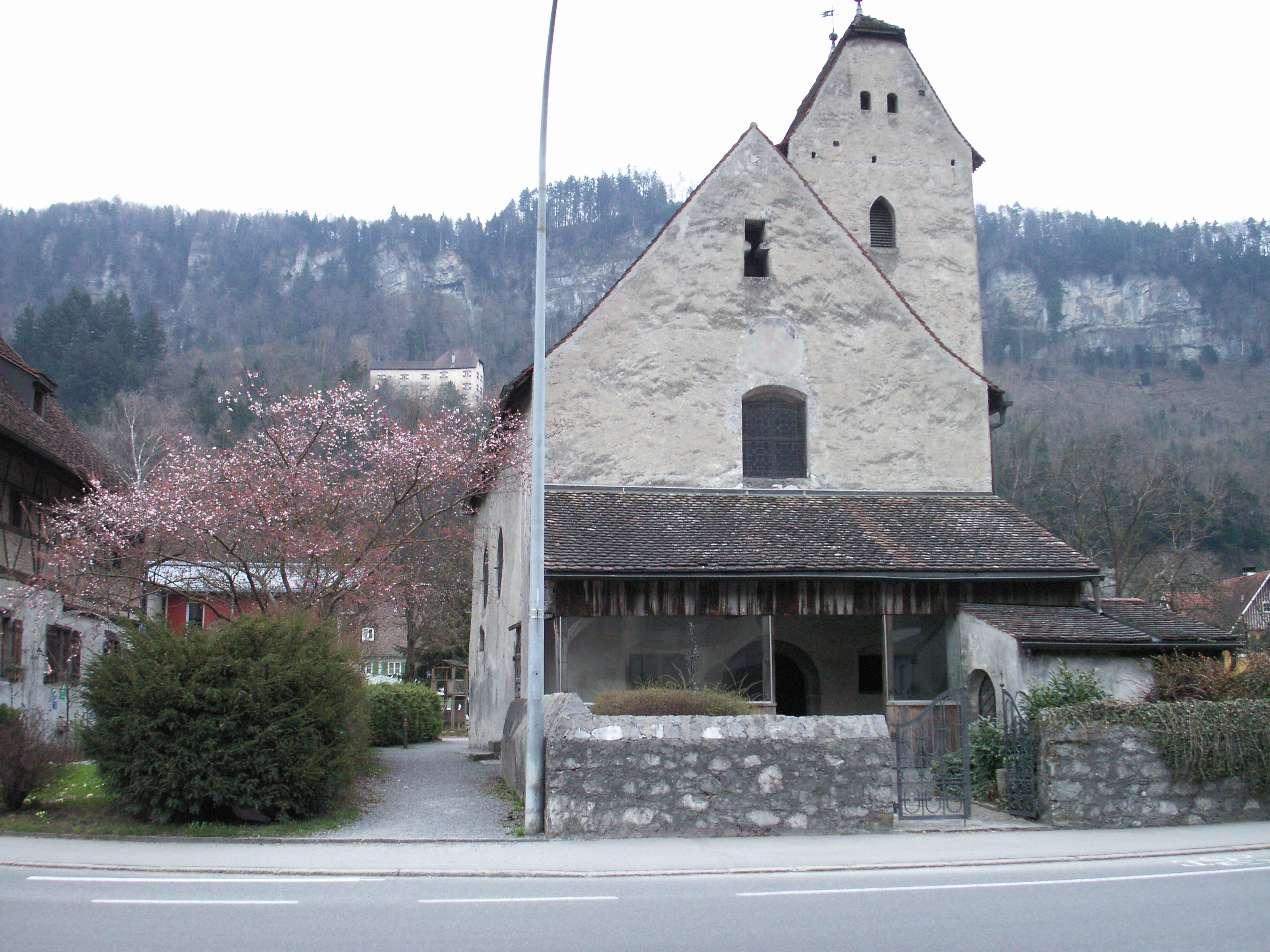
Magdalenenkirchlein

Dieser Ansitz liegt nördlich des Bahnhofs auf geringer Anhöhe. Der Baubeginn erfolgte kurz vor 1502 durch den Feldkircher Stadtamann Felix Merklin. Seit 1795 ist das Schloss in bürgerlichem Privatbesitz.

### Levner Bad
Das sogenannte „Levner Bad“ im Weiherweg ist ein ehemaliges Schwefelbad. Es bestand bereits Anfang des 17. Jahrhunderts und im 18. Jahrhundert erfolgte ein Neubau. Siehe Hauptartikel: Levner Bädle.

### Kirchen, Klöster und Kapellen

#### Stadtpfarrvikariatskirche Maria, Königin des Friedens
Diese Kirche wurde erbaut 1962 bis 1965 nach Plänen von Willi Ramersdorfer und German Meusburger.

#### Kirche Hl. Magdalena
Im Ensemble mit dem ehemaligen Siechenhaus wurde diese Kirche Anfang des 14. Jahrhunderts an der Bundesstraße erbaut. Nach einem Brand erfolgte 1559 der Wiederaufbau.

#### Pauluskirche
Die evangelische Pauluskirche von 1962 bis 1965 errichtet.

### Sonstiges
An der Hauptdurchzugsstraße in Feldkirch, der Bahnhofstraße, hat sich der Großteil der ehemaligen Fabrikantenvillen (sämtliche unter Denkmalschutz) erhalten, die heute noch von Familienmitgliedern bewohnt werden. Diese Straße wurde um die Mitte des 19. Jahrhunderts vom Hirschgraben stadtauswärts führend angelegt.

#### Villa Mutter

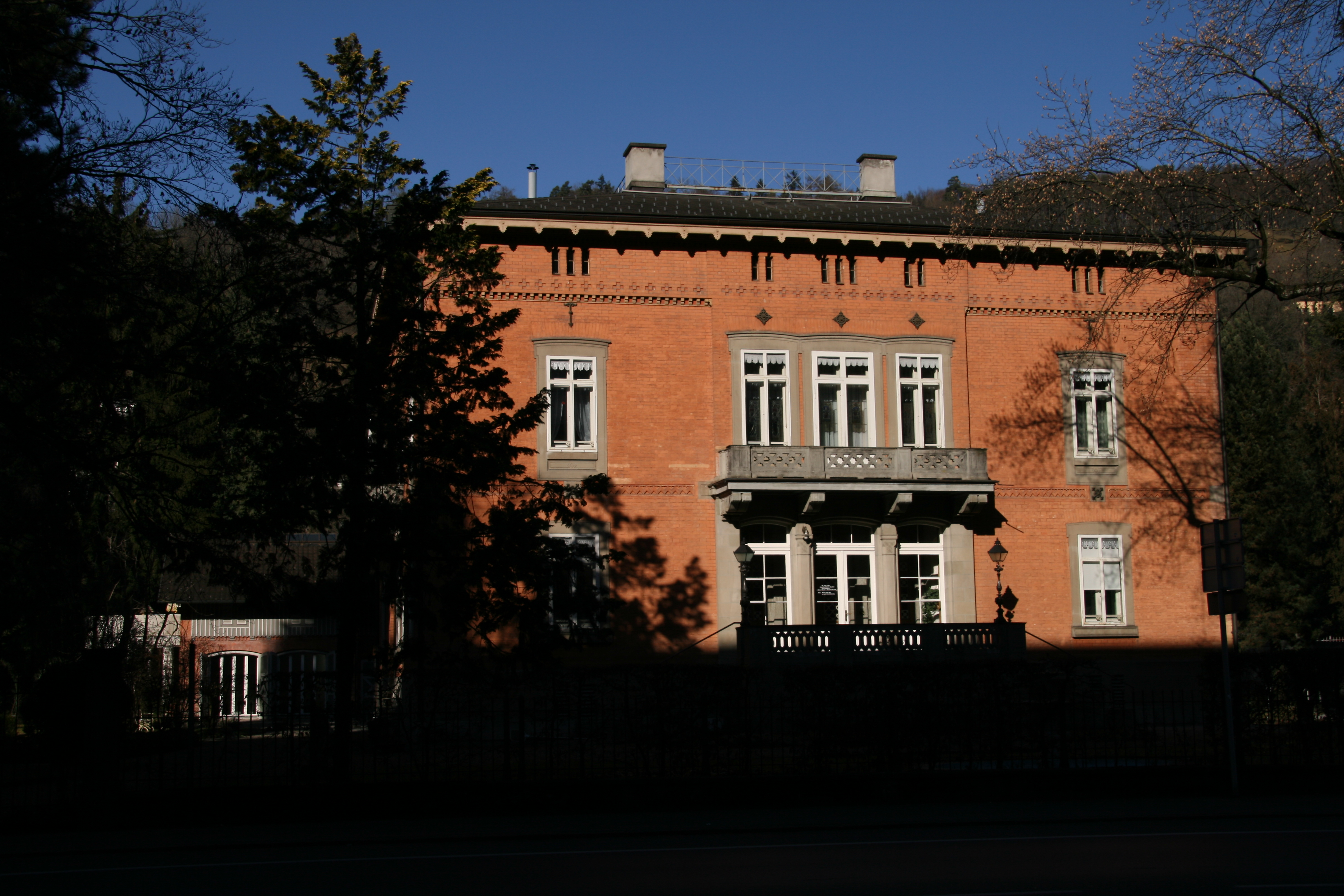
Villa Mutter

Diese erste bedeutende frühhistoristische Villenanlage in Vorarlberg wurde 1855–1866 vom Bauinspektor Karl Spindler in der Reichsstraße (Nr. 170) für den Fabrikanten Andreas Mutter erbaut.
Die Fassade dieser Backsteinvilla wirkt wie das Ergebnis eines durchdachten Grundrisses und der einfache, kubische Baukörper lässt in seiner ausgewogenen Proportionalität die Organisation seiner Innenstruktur erkennen.